# Церковь Святой Анны Кашинской (Каменск-Шахтинский)
Церковь Святой А́нны Ка́шинской — действующая православная церковь в микрорайоне Заводской города Каменск-Шахтинский.
Входит в состав Каменск-Шахтинского благочиннического округа Шахтинской и Ми́ллеровской епархии. Единственный в Ростовской области храм во имя святой благоверной великой княгини — инокини Анны Кашинской.
Расположена по адресу ул. Строителей, дом 12.

## История
В 2012 году по просьбам и инициативе местных жителей в микрорайоне Заводской образована приходская община. 18 января 2013 года зарегистрирована местная религиозная организация «Православный приход храма Святой Анны Кашинской». Решением Администрации г. Каменск-Шахтинский приходской общине передано одно из заброшенных зданий городской больницы. В советское время в этом здании располагался морг. В этом же году первым настоятелем прихода святой Анны Кашинской назначен иерей Павел Почтовый. Силами настоятеля и прихожан новообразованной общины произведены работы по реконструкции и благоустройству храма: построена алтарная часть, возведена крыша, изготовлены деревянный резной иконостас и купол с крестом.
25 июня 2012 года, в день обретения мощей (1650 год) и второго прославления (1909 год) благоверной великой княгини Анны Кашинской состоялась первая Божественная Литургия — приход отметил свой первый престольный праздник.
25 августа 2012 года в день памяти святителя Тихона Задонского в храме пребывала икона с частицей мощей святителя.
13 апреля 2013 года, в седмицу 4-ю Великого поста, в ходе рабочей поездки в Каменск-Шахтинское благочиние епископ Шахтинский и Миллеровский Игнатий (Депутатов) совершил чин освящения купола и креста для храма.
В период с 14 до 21 апреля 2013 года в храме пребывал ковчег с частицей мощей святителя Луки Крымского (Войно-Ясенецкого). С апреля 2013 года святыня хранится в церкви в честь Покрова Пресвятой Богородицы г. Каменск-Шахтинский.
7 октября 2013 года настоятелем прихода назначен иерей Олег Выборов.
12 октября 2013 года участниками Межрегионального Покровского молодёжного крестного хода для поклонения верующих в храм был принесен ковчег с частицей мощей святой Анны Кашинской.

## Архитектура, убранство
Храм украшает иконостас ручной работы, изготовленный из липы. Иконы для иконостаса написаны на холсте.

## Настоятели
- иерей Павел Петрович Почтовый (недоступная ссылка) (2012 год — 7 октября 2013 года)[9]
- иерей Олег Александрович Выборов (недоступная ссылка) (с 7 октября 2013 года)[6]